# Schimperobryum
Schimperobryum là một chi rêu trong họ Hookeriaceae.